# Parabéns
Parabéns è un singolo del cantante brasiliano Pabllo Vittar e del gruppo musicale brasiliano Psirico, pubblicato il 17 ottobre 2019 come secondo estratto dal secondo EP di Pabllo Vittar 111 1.

## Video musicale
Il video musicale è stato reso disponibile il 18 ottobre 2019.

## Tracce
Testi e musiche di Pabllo Vittar, Arthur Marques, Maffalda, Pablo Bispo, Rodrigo Gorky e Zebu.
1. Parabéns – 2:16

## Formazione
- Pabllo Vittar – voce
- Márcio Victor – voce
- Brabo Music Team – produzione
- Chris Gehringer – mastering
- Filip Nikolic – missaggio